# Interserie 1997
Die Interserie 1997 war die 28. Saison der europäischen Sportwagenmeisterschaft Interserie. Sie begann am 8. Juni und endete am 28. September.

## Meisterschaft
Die nur vier Rennen umfassende Saison 1997 stand im Zeichen österreichischer Fahrer, die drei davon gewannen. Karl Hasenbichler siegte in Spa-Francorchamps, Fritz Glatz im Most und Josef Neuhauser, der die Fahrer-Meisterschaft gewann, auf dem A1-Ring. Einziger nichtösterreichischer Laufsieger war Robbie Stirling im Lola T92/10 in Ungarn.

## Rennkalender
| Nr. | Datum         | Rennname / Rennstrecke                                                 | Team                         | Gesamtsieger      | Fahrzeug        | Meisterschaft |
| --- | ------------- | ---------------------------------------------------------------------- | ---------------------------- | ----------------- | --------------- | ------------- |
| 1   | 8. Juni       | 20-Minuten-Rennen von Spa-Francorchamps (Circuit de Spa-Francorchamps) | Karl Hasenbichler            | Karl Hasenbichler | HSB-Penske PC18 | Alle          |
| 2   | 3. August     | 1-Stunden-Rennen von Most (Autodrom Most)                              | HSB Motorsport               | Fritz Glatz       | HSB-Penske PC18 | Alle          |
| 3   | 31. August    | 30-Minuten-Rennen von Zeltweg (A1-Ring)                                | Dark Dog Lechner Racing Team | Josef Neuhauser   | Reynard         | Alle          |
| 4   | 28. September | 1-Stunden-Rennen auf dem Hungaroring (Hungaroring)                     | McNeil Engineering           | Robbie Stirling   | Lola T92/10     | Alle          |

## Fahrer-Meisterschaft

### Division I
| Position | Fahrer            | Team                         | Fahrzeug        | Punkte |
| -------- | ----------------- | ---------------------------- | --------------- | ------ |
| 1        | Josef Neuhauser   | Dark Dog Lechner Racing Team | Reynard         | 60     |
| 2        | Ranieri Randaccio | S.C.I. Team                  | Fondmetal FG-01 | 49     |
| 3        | Karl-Heinz Becker | Becker Motor Racing          | Minardi M190    | 46     |
| 4        | Fritz Glatz       | HSB Motorsport               | HSB-Penske PC18 | 34     |
| 5        | Robbie Stirling   | McNeil Engineering           | Lola T92/10     | 31     |
| 6        | Karl Hasenbichler | HSB Motorsport               | HSB-Penske PC18 | 20     |
| 7        | Helmut Bross      | Helmut Bross                 | Spice           | 16     |
| 8        | Michael Schuster  | Michael Schuster             | BGN-Argo JM19C  | 10     |
| 9        | Dieter Bergermann | MRI                          | Jaguar XJR-16   | 6      |
| 10       | Josef Binder      | Equipe Bernoise              | Argo JM19D      | 4      |

### Division II
| Position | Fahrer             | Team                         | Fahrzeug        | Punkte |
| -------- | ------------------ | ---------------------------- | --------------- | ------ |
| 1        | Joachim Ryschka    | HSB Motorsport               | Lola T93/50 HSB | 52     |
| 2        | Wolfgang Griessner | Dark Dog Lechner Racing Team | Lola Horag HSB  | 37,5   |
| 3        | Laszlo Szasz       | Mozart Motorsport            | Reynard Zytek   | 20     |
| 4        | Ruedi Jauslin      | Jauslin Cars                 | Osella PA20     | 15     |
| 5        | Kalman Bodis       | Bovi Motorsport              | Ralt            | 10     |
| 6        | Alfred Guldi       | Saeco Racing Team            | March HSB       | 8      |